# Torsten Bingley
John Torsten Bingley, född 18 maj 1910 i Göteborg, död 17 oktober 1996 i Solna, var en svensk läkare.
Efter studentexamen vid Lundsbergs skola 1928 blev Bingley medicine kandidat i Stockholm 1932, medicine licentiat 1941 och medicine doktor 1958. Han blev underläkare vid Karolinska sjukhusets psykiatriska klinik 1941, Långbro sjukhus 1942, Serafimerlasarettets neurologiska klinik 1945, var biträdande läkare och konsulterande psykiater vid neurokirurgiska kliniken 1947–56 och överläkare i neurokirurgisk psykiatri vid Serafimerlasarettets neurokirurgiska klinik 1957–63 och vid Karolinska sjukhuset 1964–76. 
Bingley var konsulterande psykiater vid Arméns officersskola 1942–43 och vid Flygvapnets antagningskommitté 1944–46. Han författade skrifter i neuropsykiatri och medicinsk psykologi, bland annat doktorsavhandlingen Mental Symptoms in Temporal Lobe Epilepsy and Temporal Lobe Gliomas (1958).